# Shey Peddy
Sheylani „Shey” Marie Peddy (ur. 28 października 1988 w Bostonie) – amerykańska koszykarka występująca na pozycji silnej skrzydłowej, obecnie zawodniczka Phoenix Mercury w WNBA.
17 września 2019 została zwolniona przez Washington Mystics.
19 sierpnia 2020 została zawodniczką Phoenix Mercury.

## Osiągnięcia
Stan na 20 czerwca 2022, na podstawie, o ile nie zaznaczono inaczej.

### NCAA
- Wicemistrzyni:
  - turnieju Ligi Horizon (2008)
  - sezonu regularnego Atlantic 10 (2011, 2012)
- Uczestniczka rozgrywek:
  - Sweet 16 turnieju WNIT (2012)
  - II rundy turnieju NCAA (2011)
- Zawodniczka roku Atlantic 10 (2012)
- Defensywna zawodniczka roku Atlantic 10 (2012)
- Najlepsza nowo przybyła zawodniczka Ligi Horizon (2008)
- Zaliczona do:
  - I składu:
    - Atlantic 10 (2011, 2012)
    - Ligi Horizon (2008)
    - turnieju:
      - Ligi Horizon (2008)
      - Atlantic 10 (2012)
      - Cal Poly Holiday Beach Classic (2007)

    - defensywnego:
      - Ligi Horizon (2008, 2009)
      - Atlantic 10 (2011, 2012)

  - II składu Ligi Horizon (2009)

### Drużynowe
- Mistrzyni:
  - Europejskiej Ligi Koszykówki Kobiet (EWBL – 2019)
  - ligi:
    - łotewsko-estońsko-litewskiej (2019)
    - austriacko-słowackiej (2014)

  - Niemiec (2015–2017)
  - Austrii (2014)
  - Łotwy (2018, 2019)
- Wicemistrzyni EWBL (2018)
- Zdobywczyni:
  - pucharu:
    - Austrii (2014)
    - Niemiec (2015–2017)

  - superpucharu Niemiec (2016)

### Indywidualne
(* – nagrody przyznane przez portal eurobasket.com)
- MVP:
  - EWBL (2018, 2019)*
  - pucharu Niemiec (2016)
  - ligi niemieckiej (2015–2017)*
  - finałów ligi*:
    - łotewsko-estońsko-litewskiej (2019)
    - niemieckiej (2016, 2017)
- Najlepsza zawodniczka*:
  - zagraniczna:
    - EWBL (2018, 2019)
    - ligi niemieckiej (2016, 2017)

  - występująca na pozycji obronnej:
  - EWBL (2018)
    - ligi austriacko-słowackiej (2014)
    - Niemiec (2015–2017)
- Defensywna zawodniczka roku EWBL (2018, 2019)*
- Zaliczona do*:
  - I składu:
    - EWBL (2018, 2019)
    - ligi:
      - austriacko-słowackiej (2014)
      - niemieckiej (2015–2017)

    - zawodniczek zagranicznych:
      - EWBL (2018, 2019)
      - ligi niemieckiej (2015–2017)

  - II składu Eurocup (2018)
  - składu honorable mention:
    - Euroligi (2019)
    - Eurocup (2017)
    - ligi izraelskiej (2013)

  - III składu ligi tureckiej (2021)[4]
- Liderka ligi tureckiej w przechwytach (2022)[5]